# Sint-Odulphuskerk (Yerseke)
De Sint-Odulphuskerk is een protestantse kerk van de Nederlandse Hervormde Kerk in Yerseke in de provincie Zeeland.

## Geschiedenis
De parochie werd gesticht in de 12e eeuw met als patroonheilige Sint Odulphus. Van 1355 tot 1413 werd een nieuwe kerk gebouwd. De kerk was tot 1413 kapittelkerk waarna in dat jaar het kapittel naar Goes verhuisde. In de periode 1450-1500 kwamen er een driebeukig schip, een dwarsbeuk, een met ledesteen bekleed koor en transept en een overwelfde sacristie bij. In 1532 brandde het schip uit. In 1603 werden herstelwerken aan het koor en dwarsschip gedaan. De bouwvallige losstaande toren werd gesloopt in 1821 en in 1824 werd ter vervanging een kleine klokkentoren op het kerkdak geplaatst. In 1887 werd een nieuwe 51 meter hoge neogotische toren opgetrokken tegen de westwand van het transept. Deze toren werd echter tijdens beschietingen vanaf Franse oorlogsschepen in het begin van de Tweede Wereldoorlog bij de strijd in Zeeland op 16 mei 1940 verwoest waarbij veel fraai gesneden beelden en het houten tongewelf verloren ging. Het kerkkoor en transept werden in 1948 herbouwd naar oude gegevens en in 1974-1976 werd de verwoeste toren herbouwd.
Het kerkgebouw kreeg in 1966 de status van rijksmonument en het huidige driebeukig schip met ingangsportaal kwam er na verbouwingen in 1967-1977.

## Fotogalerij

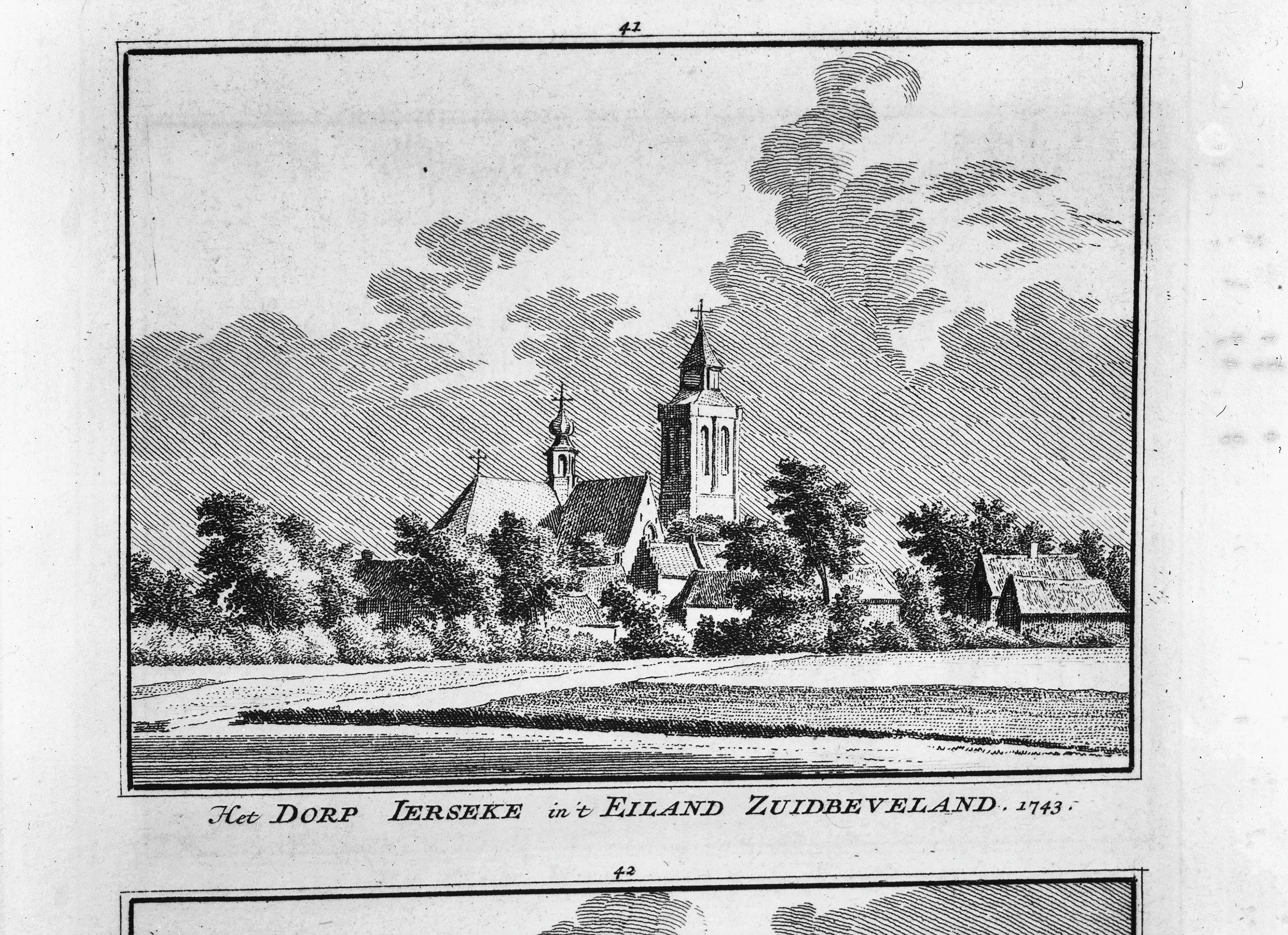
Dorpsgezicht met de kerk in 1743
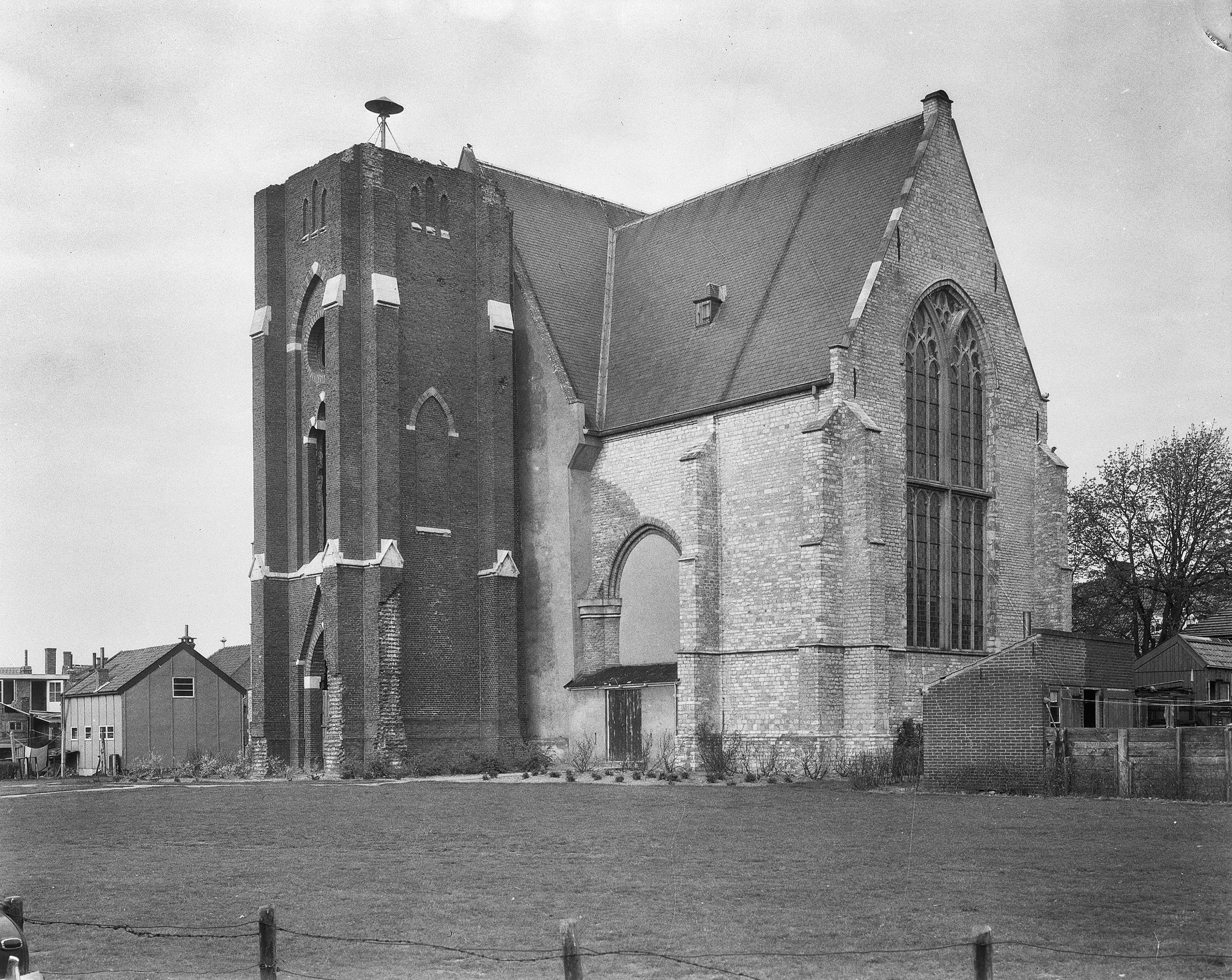
De kerk anno 1956
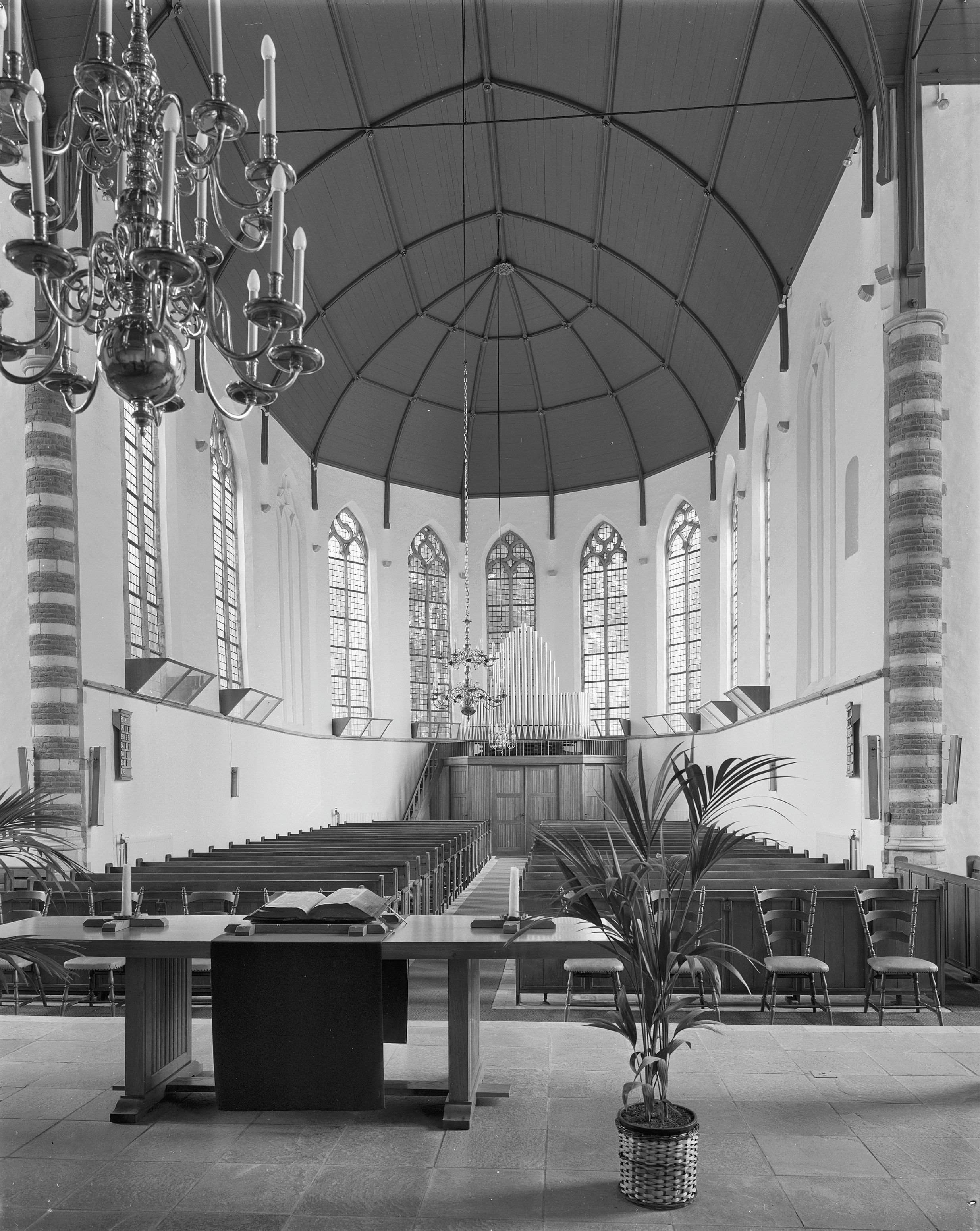
Interieur naar het oosten
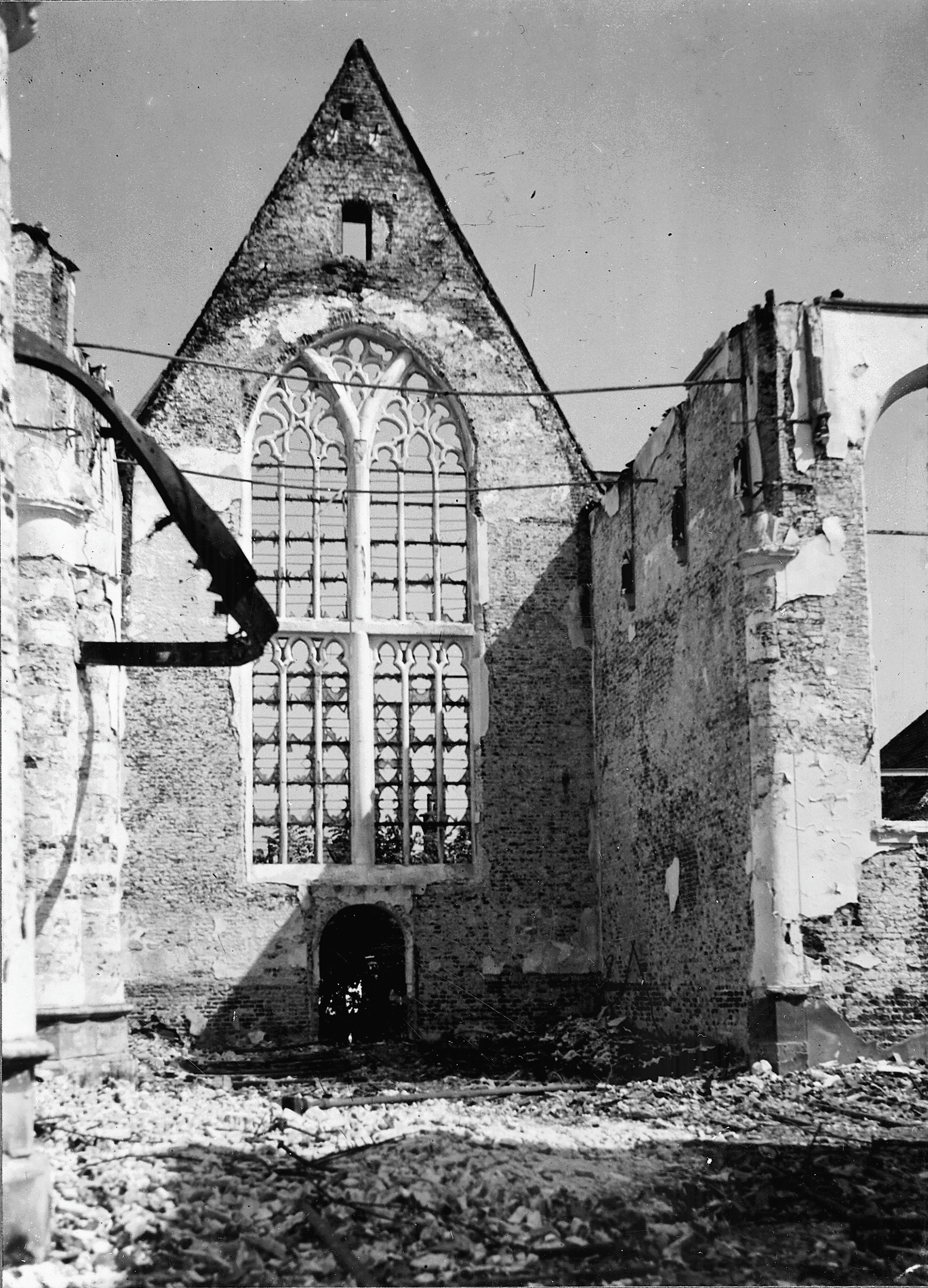
Kerk na de verwoesting in mei 1940